# Politikåret 1934

## Händelser
- 26 januari – En vänskaps- och nonaggressionspakt mellan Tyskland och Polen undertecknas.
- 4 februari – Den svenska högerns ungdomsförbund, Sveriges nationella ungdomsförbund, som är starkt påverkat av nazismen, bryter med moderpartiet, som helt har tagit avstånd från nazismen. Högern bildar i stället Ungsvenskarna, som tar ställning för demokratin.
- 9 februari – Balkanpakten bildas genom att Grekland, Jugoslavien, Rumänien och Turkiet undertecknar ett avtal om gemensamt försvar av varje deltagande lands gränser.
- 20 maj – Jemen överlämnar formellt Najran, Asir och Jizan till Saudiarabien.[1]
- 30 juni – Under de långa knivarnas natt i Tyskland mördas ledande motståndare till nationalsocialisterna.
- 2 augusti – Tyska rikets rikspresident Paul von Hindenburg avlider och Adolf Hitler övertar hans ämbete och kallar sig "Führer" och ledare.

## Val
- 24 juni – Alltingsval på Island.

## Organisationshändelser
- 5 augusti – Folkpartiet bildas i Sverige.
- Okänt datum – Axel Pehrsson-Bramstorp blir ordförande i Bondeförbundet

## Födda
- 4 januari – Rudolf Schuster, Slovakiens president 1999–2004.
- 7 januari – Tassos Papadopoulos. Cyperns president 2003–2008.
- 10 januari – Leonid Kravtjuk, Ukrainas president 1991–1994.
- 7 februari – Edward Fenech Adami, Maltas president 2004–2009.
- 25 augusti – Ali Akbar Hashemi Rafsanjani, Irans president 1989–1997.
- 9 oktober – Jacobo Majluta Azar, Dominikanska republikens president 4 juli–16 augusti 1982.
- 9 november – Ingvar Carlsson, Sveriges statsminister 1986–1991 och 1994–1996.
- 29 november – Nicéphore Soglo, Benins president 1991–1996.
- 12 december – Miguel de la Madrid, Mexikos president 1982–1988.
- 15 december – Stanislaŭ Sjusjkevitj, Vitrysslands förste president 1991–1994.
- 19 december – Pratibha Patil, Indiens president 2007–2012.
- 24 december – Stjepan Mesić, Kroatiens president 2000–2010.

## Avlidna
- 2 augusti – Paul von Hindenburg, Tysklands rikspresident 1925–1934.
- 15 oktober – Raymond Poincaré, Frankrikes president 1913–1920.

### Fotnoter
1. ↑  ”Yemen” (på engelska). World Statesmen. http://www.worldstatesmen.org/Yemen.html. Läst 7 november 2012.